# Jakub Paszkowski
Jakub Paszkowski (* 16. September 2006 in Polen) ist ein polnischer Fußballspieler, der hauptsächlich im defensiven Mittelfeld für Warta Posen spielt.

## Karriere

### Verein
Jakub Paszkowski begann seine Karriere in der Jugend von Wigry Suwałki und wechselte im Jahr 2022 zu Warta Posen. Er wurde sofort in die erste Mannschaft von Trainer Dawid Szulczek aufgenommen und nahm am Wettbewerb Ekstraklasa teil. Sein Profidebüt machte er am 25. Februar 2023 beim 5:1-Heimsieg gegen Korona Kielce, als er in der 87. Minute eingewechselt wurde. Zu diesem Zeitpunkt war Jakub 16 Jahre, 5 Monate, 9 Tage alt. Dadurch wurde er der jüngste Spieler, der jemals für Warta Posen in einem Ekstraklasa-Spiel spielte. Am 22. Mai 2023 beim Spiel gegen Piast Gliwice löste ihn sein Teamkollege Jędrzej Hanuszczak ab und machte sein Debüt im Alter von 15 Jahren, 1 Monat, 26 Tagen.